# Pokémon Brilliant Diamond e Shining Pearl
Pokémon Brilliant Diamond e Pokémon Shining Pearl (ポケットモンスター ブリリアントダイヤモンド・シャイニングパール, Poketto Monsutā Buririanto Daiyamondō・Shainingu Pāru, Monstros de Bolso Diamante Brilhate e Pérola Reluzente, Shining também significa Brilhante em inglês, mas pode ser substituído pelo sinônimo Reluzente) são jogos eletrônicos de RPG da franquia Pokémon, desenvolvidos pela ILCA e publicados pela The Pokémon Company e Nintendo para o Nintendo Switch. São recriações de Pokémon Diamond e Pearl, lançados originalmente em 2006 para o Nintendo DS. Os jogos fazem parte da oitava geração da série de jogos eletrônicos de Pokémon e foram lançados em 19 de novembro de 2021. Eles foram anunciados como parte do evento Pokémon 25th Anniversary, junto com Pokémon Legends: Arceus (lançamento em 28 de janeiro de 2022). Eles são os primeiros jogos principais de Pokémon que não foram desenvolvidos pela Game Freak.

## Jogabilidade
Espera-se que a jogabilidade de Pokémon Brilliant Diamond e Shining Pearl seja semelhante aos jogos Diamond e Pearl originais, comparável a remakes anteriores como HeartGold e SoulSilver ou Omega Ruby e Alpha Sapphire. Brilliant Diamond e Shining Pearl são apresentados em uma perspectiva isométrica de terceira pessoa de cima para baixo, embora com um estilo visual distinto.

## Enredo

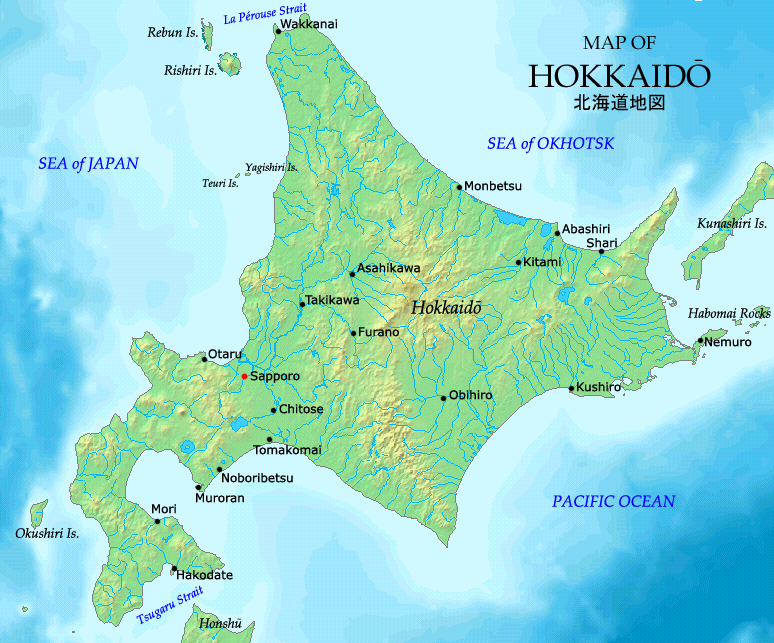
A região de Sinnoh é baseada na ilha japonesa Hokkaidō

Tal como acontece com os jogos originais, Brilliant Diamond e Shining Pearl são ambientados na região fictícia de Sinnoh, uma ilha baseada na ilha japonesa de Hokkaido.

## Desenvolvimento e lançamento
O possível desenvolvimento de recriações de Diamond e Pearl vazou em 15 de janeiro de 2021, quando um subdomínio "Diamondpearl" do site Pokémon foi registrado e publicado. Pouco depois, o domínio foi colocado offline. Em 26 de fevereiro de 2021, o dia da apresentação Pokémon 25th Anniversary em Pokémon Presents, vários vazadores afirmaram que a próxima transmissão ao vivo iria anunciar recriações de Diamond e Pearl, intitulados Brilliant Diamond e Shining Pearl, ao lado de um mundo aberto no jogo também ambientado na região de Sinnoh, mais tarde revelou ser Pokémon Legends: Arceus. Durante os Pokémon Presents, Brilliant Diamond e Shining Pearl foram anunciados para o Nintendo Switch com uma data de lançamento provisória para 2021.
Brilliant Diamond e Shining Pearl foram desenvolvidos pela ILCA, licenciados pela Nintendo e supervisionados pela Game Freak; como tal, eles são os primeiros jogos Pokémon da série principal em que Game Freak não é o desenvolvedor líder. Eles são dirigidos por Yuichi Ueda da ILCA e Junichi Masuda da Game Freak, o diretor dos jogos originais.
Em 26 de maio de 2021, foi anunciado que Brilliant Diamond e Shining Pearl seriam lançados em 19 de novembro de 2021. Ao mesmo tempo, a arte da caixa para os dois jogos foi revelada.

## Recepção
Após o anúncio, os fãs ficaram divididos sobre o novo estilo de arte chibi mostrado no trailer.
O Switch Brasil, portal especializado em conteúdo dedicado as plataformas produzidas pela Nintendo atribuiu uma nota 77 de 100. Caracterizou o game como essencial para os amantes da franquia, embora aqueles que possuem um cartucho de Pokémon Platinum e já tenham visitado a região dos jogos podem se decepcionar.
A IGN Brasil seguiu na mesma tendência, atribuindo Nota 8 de 10. Aqui, o site destaca que a parte gráfica seja bem vinda contemporaneidade da franquia, e revisitar Sinnoh é algo "mágico", em especial a reformulação do Grand Underground. Porém, também destacam a falta de inovação dos games.
Por fim, não menos importante e indo na mesma toada, o Guariento Portal atribui Nota 7 de 10. Destaca o Portal que o game, agradável para os fãs da franquia e com as novidades já citadas do Grand Underground e também das Revanches de grandes personagens, peca em uma espécie de carisma e na inovação vista em outros remakes da franquia, como Omega Ruby e Alpha Sapphire do Ninendo 3DS.